# つっこむクイズ ワンダース
『つっこむクイズ ワンダース』はNHK総合テレビジョンの双方向参加型クイズ番組である。

## 概要
視聴者がNHKデータオンライン、およびパソコン、スマートフォンを含む携帯電話を使って、12の選択肢（1ダース＝ワンダース）から答えを選ぶクイズに参加する。選択肢の選択者数はシンキングタイム中棒ゲージで一定量まで表示される。また、正解・不正解による得点や競争などはない。
番組ホームページの投稿フォームやツィッター（ハッシュタグ付き）からは番組に対するツッコミや感想を投稿することができ、その内容は随時番組内で流される。また、データ放送と公式サイトでは「いいですね」ボタンが設置されており、一定時間内に多くの人間が押すことで番組内で歓声や拍手のSEが流れる。
司会進行は天の声が行うほか、スタジオにはゲストが出演するが、クイズへの参加は行わず、天の声とのトークや問題に関連することや視聴者に対するコメントを元にトークを行う。

## 放送日時
| 回数  | 放送日時                                                                | ゲスト                            |
| ----- | ----------------------------------------------------------------------- | --------------------------------- |
| 第1回 | 2014年11月26日 0:10 - 0:50                                              | 壇蜜                              |
| 第2回 | 2015年3月22日 0:05 - 1:30                                               | 木南晴夏（前半） 松井玲奈（後半） |
| 第3回 | 2015年8月12日 23:05 - 23:20（プレ版） 0000008月13日 0:10 - 1:00         | ふなっしー                        |
| 第4回 | 2015年8月14日 0:10 - 1:00                                               | 片瀬那奈                          |
| 第5回 | 2015年12月19日 23:30 - 24:00（前半） 00000012月20日 0:05 - 0:30（後半） | 百田夏菜子 温水洋一               |
| 第6回 | 2015年12月21日 0:12 - 1:12                                              | 橋本マナミ                        |

## 出演
- 天の声：八嶋智人
第1回のみピエール瀧[注 3]。第3回プレ版では舞台の稽古場から向かう八嶋の代わりにsoftalkの音声を使用。第5回はゲストの百田が前半の一部を、温水が前半の一部と後半を担当。